# Guillaume Barazzone
Guillaume Barazzone, né le 13 janvier 1982 à Genève, est un avocat et un homme politique suisse, membre du Parti démocrate-chrétien. 
Il est membre du Conseil administratif de la Ville de Genève de 2012 à 2020, maire de Genève pour l'année 2016-2017 et député du canton de Genève au Conseil national de décembre 2013 à décembre 2019.

## Biographie
Guillaume Barazzone, binational italo-suisse, naît et fait sa scolarité à Genève. Il étudie ensuite à l'Université de Genève, où il obtient une licence en droit en 2005 avec une année d'échange à l'Université de Zurich. Il est titulaire d'un master en droit de la Columbia Law School à New York, dont il est diplômé en 2011, et étudie à la School of International and Public Affairs de l'Université Columbia.
En 2008, il obtient son brevet d'avocat et est admis au barreau de Genève. Il exerce cette profession jusqu'en 2012, au sein des cabinets d'avocats Lenz & Staehelin (de) (2008-2010) et Schellenberg Wittmer (en) (2011-2012). En 2021, il est de nouveau inscrit au barreau genevois.
Il est le frère de l'acteur Adrien Barazzone et petit cousin du politicien Manuel Tornare.

## Parcours politique

### Ville de Genève
Guillaume Barazzone s'inscrit au Parti démocrate-chrétien (PDC) à l’âge de 18 ans et s'engage en politique en assumant la présidence des Jeunes PDC de Genève. Il commence son parcours au Conseil municipal de la ville de Genève, où il siège de 2003 à 2006, notamment au sein de la commission des arts et de la culture.
En 2005, il est élu au Grand Conseil du canton de Genève, et y est réélu en 2009 pour un total de sept ans de législature. Il siège notamment dans les trois commissions suivantes : « Fiscale », « Législative » et « Contrôle de gestion »,.
Le 4 novembre 2012, il est élu au Conseil administratif de la Ville de Genève, mettant fin à 20 ans d’absence du PDC au sein de celui-ci. Il prend la tête du département de l’environnement urbain et de la sécurité. Il y augmente l'effectif de la police municipale (de 110 en 2012 à 156 en mai 2014), concrétise un partenariat public-privé pour la végétalisation de la ville de Genève avec la plantation de 250 arbres,, met en place des services de nettoyage de la voirie le week-end et ouvre l'espace public genevois aux camions-restaurants.

#### Affaires du voyage à Abu Dhabi et des notes de frais
En octobre 2018, le Ministère public genevois ouvre une procédure contre Guillaume Barazzone pour acceptation d'un avantage après que celui-ci a révélé devant le Conseil municipal, en pleine affaire Maudet, qu'il avait été invité à titre privé à Abu Dhabi en novembre 2017. En mai 2019, la procédure est classée, l'enquête ayant « confirmé en tous points les explications de l’intéressé, à savoir que le voyage lui avait été offert par un ami à titre privé, sans lien avec ses fonctions politiques ».
Le 1er novembre 2018, à la suite d'un audit du Conseil administratif de la ville de Genève par la Cour des comptes du Canton de Genève, il est particulièrement mis en cause à propos de notes de frais personnels excessives,.  En novembre 2018, il annonce qu'il ne se représentera pas au Conseil national en 2019, ni au Conseil administratif de la Ville de Genève en 2020, « suite au rapport de la Cour des comptes ». Le 28 avril 2020, le Ministère public prononce une ordonnance de classement qui blanchit Guillaume Barazzone sur le plan pénal, laquelle ne remet toutefois pas en cause son implication.

### Conseil national
Le 9 décembre 2013, Guillaume Barazzone accède au Conseil national après la démission de Luc Barthassat. Candidat en 2011 à cette élection, il était arrivé en deuxième position de la liste PDC à Genève,. Il siège à la Commission des affaires juridiques.

## Distinctions
Il est sélectionné en 2012 au Forum des 100 (Forum des 100 personnalités qui font la Suisse romande) et devient en 2015 Young Global Leader du World Economic Forum,.
En décembre 2014, il décroche la médaille d'argent au podium des parlementaires genevois publié par la Tribune de Genève ainsi que le titre de « révélation de la députation genevoise » dans le classement 2015 des parlementaires les plus influents publié par le magazine L'Hebdo.